# Manolo Arruza
Manuel Ruiz Vázquez, plus connu sous le nom de Manolo Arruza, né à Mexico le 15 janvier 1955, est un torero mexicain, fils du torero Carlos Arruza.

## Présentation et carrière
Après un excellent parcours de novillero, il prend son alternative le 22 octobre 1973 à Guadalajara avec pour parrain Eloy Cavazos et pour témoin Curro Leal, face au taureau « Zocatecano » de l'élevage Jesús Cabrera. Il confirme le 20 mai 1975 à Las Ventas, lors de la Feria de San Isidro, avec pour parrain, Palomo Linares  et pour témoin « Paquirri », face à du bétail de Miguel Higuero et de Benítez Cubero. Il reçoit ce jour-là une oreille, la première de l'après-midi. Il connaît dès lors un grand succès, en particulier le  12 octobre à Madrid, où malgré le refus de la présidence de lui accorder l'oreille, il reçoit une ovation du public (vive bronca pour la présidence). 
Celui qui s'était lancé un jour dans le ruedo en espontáneo à Guadalajara lors d'un festival à El Toro de la Condesa, a connu des heures de gloire dans son pays, passant dans toutes les grandes arènes du Mexique mais également d'Espagne. Bon banderillero, excellent muletero, il était également habile à l'estocade.
Il a mis fin à sa carrière le 14 février 1999 à Guadalajara après avoir combattu le taureau Siempre Leal de l'élevage Begoña. C'est son fils, José, qui lui a coupé la coleta.
Il a dirigé pendant plusieurs années l'association des matadors mexicains, tout en se consacrant à l'élevage de taureaux braves